# Ileana Vrancea
Ileana Vrancea, născută sub numele Hedda Katz, (n. 19 aprilie 1929, Bârlad, Tutova, România) este un critic și istoric literar român, care s-a stabilit în 1987 în Israel.

## Biografie
S-a născut în 1929 la Bârlad în familia funcționarului Matei Katz și al soției sale, Ana (n. Liebman), primind la naștere numele Hedda Katz. A urmat școala primară și liceul la București (cu examenul de bacalaureat susținut în 1947), apoi a studiat la Facultatea de Drept (1947-1950) și Facultatea de Limba și Literatura Română a Universității din București (1947-1951). În 1970 a obținut titlul de doctor în filologie la Universitatea din București cu teza E. Lovinescu – criticul literar, artistul.
Hedda Katz a lucrat încă din ultimul an de facultate ca redactor la secția învățământ și cultură a ziarului Scânteia (1950-1955) și apoi la revistele Lupta de clasă (1955-1971) și Era socialistă. În perioada 1956-1971 a fost șefa secției literatură și artă a ziarului Lupta de clasă. Între timp, și-a legalizat în 1958 pseudonimul Ileana Vrancea, care a devenit numele ei legal. A pregătit un „doctorat de stat” în Franța cu teza E. Lovinescu et la developpment de la critique roumaine moderne, pe care nu a mai putut-o susține din cauza impunerii după 1980 a interdicției de a părăsi țara.
A emigrat în Israel în 1987 pentru ca soțul ei, Sergiu, să poată fi tratat acolo de o boală infecțioasă la plămâni și pentru a fi alături de fiica ei, care emigrase mai demult. A fost exclusă din PCR, în urma unei ședințe publice. Soțul ei a murit la scurtă vreme după sosirea în Israel. Ileana Vrancea a lucrat apoi pe postul de conferențiar universitar la Institutul „Dinur” al Universității Ebraice din Ierusalim.

## Activitatea publicistică
Ileana Vrancea a debutat cu studiul de folclor „Doinele” în Viața Românească (anul III, nr. 1, ianuarie 1950, pp. 246-262), revista Uniunii Scriitorilor din R.P.R. A colaborat la publicațiile Scînteia, Era socialistă, Dialog etc. A scris câteva volume de critică literară: Tradiții ale criticii literare marxiste în România (1962), E. Lovinescu. Critic literar (1965), E. Lovinescu. Artistul (1969), Confruntări în critica deceniilor IV-VII (1975), Între Aristarc și bietul Ioanide (1978). După ce la începutul carierei a susținut ideologia comunistă, ea a renunțat în anii 1960 la aceste convingeri și a adoptat atitudini disidente. A publicat două volume cu privire la activitatea culturală a lui Eugen Lovinescu, evidențiind atât laturile pozitive, cât și contradicțiile ideologice ale operei sale critice și analizându-i arta sa literară de memorialist și prozator. Volumul Confruntări în critica deceniilor IV-VII (E. Lovinescu și posteritatea lui critică) (1975) urmărește să detecteze urme ale procedeelor critice lovinesciene în critica românească postbelică.
După ce s-a stabilit în Israel a colaborat la volumul colectiv Jewish Problems in Eastern Europe (1993) și la vol. VII al Kratkaia Evreiskaia Ențiklopedia (1994).

## Opera
- Tradiții ale criticii literare marxiste din Româna. 1930-1940, Ed. Politică, București, 1962;
- E. Lovinescu. Critic literar, Ed. pentru Literatură, București, 1965;
- E. Lovinescu. Artistul, Ed. pentru Literatură București, 1969;
- Confruntări în critica deceniilor IV-VII (E. Lovinescu și posteritatea lui critică), cu un cuvânt înainte de George Macovescu, Ed. Cartea Românească, București, 1975;
- Între Aristarc și bietul Ioanide, studii critice despre George Călinescu, Ed. Cartea Românească, București, 1978.